# Melittia tayuyana
Melittia tayuyana is een vlinder uit de familie wespvlinders (Sesiidae), onderfamilie Sesiinae.
Melittia tayuyana is voor het eerst wetenschappelijk beschreven door Bruch in 1941. De soort komt voor in het Neotropisch gebied.